# عمرو صبحي
عمرو صبحي كاتب وشاعر ورائد أعمال تقني واجتماعي ونشاطي للمعلومات مصري. وهو معروف كأحد مؤسسي مورسي ميتر، وهي عبارة عن مبادرة رقمية ومنصة إلكترونية لتوثيق ومراقبة أداء الرئيس المصري محمد مرسي، وصممت هذه المبادرة على شكل الأوباما ميتر. وتعتبر هذه المبادرة الأول من نوعها في مصر وفي الوطن العربي، فهي تحاسب رئيس الدولة على وعوده بالتغيير، وأدى عمله إلى ظهور متتبعين آخرين للوعود السياسية بما في ذلك ميتر الروحاني لإيران والترودو ميتر لكندا.

## السيرة المهنية
درس عمرو صبحي في جامعة طنطا وحصل على بكالوريوس في الصيدلة عام 2010، ومن ثم حصل على ماجيستير في العلوم للسياسة العامة والإدارة من كلية بيركبيك - جامعة لندن. وساعد سابقًا في تشكيل سياسة الشباب لجامعة الدول العربية وقدم المشورة بشأن التكنولوجيا لـ Internews Europe.
وهوأحد مؤسسي مورسي ميتر، وهي عبارة عن مبادرة رقمية ومنصة إلكترونية لتوثيق ومراقبة أداء الرئيس المصري محمد مرسي، وصممت هذه المبادرة على شكل الأوباما ميتر. وتعتبر هذه المبادرة الأول من نوعها في مصر وفي الوطن العربي، فهي تحاسب رئيس الدولة على وعوده بالتغيير، وأدى عمله إلى ظهور متتبعين آخرين للوعود السياسية بما في ذلك ميتر الروحاني لإيران والترودو ميتر لكندا. وبالإضافة إلى ذلك، وهو أيضا المؤسس والرئيس التنفيذي لشركة PushBots، وهي منصة تشهد نموا سريعا للتواصل الفعال مع العملاء لتعزز تعاقدات ناشري الهواتف الجوالة من خلال الرسائل المستمرة.
وكان في قائمة فوربس لأكثر 30 رائد أعمال واعدًا في أفريقيا، وفي قائمة جوائز شباب أفريقيا من بين أفضل 100 شاب أفريقي مؤثر.

## المؤلفات[1]
- الدهشة الأولى، دار أكتب للنشر والتوزيع، 2008.
- يوميات كهل صغير السن، 2011.
- ذات الرداء القرمزي، دار مير للنشر، 2012.
- إعادة تدوير الخيبة، دار دون، 2017.

## الجوائز
- فاز بجائزة مصر لأدب الأطفال لفئة تطبيقات الإنترنت عام 2004.
- حصل على زمالة جائزة أنزيشا لمؤسسة ماستر كارد لعام 2011.[5]
- فاز بجائزة القمة العالمية للشباب لعام 2012 و2011.[6][7]
- رشحته شبكة المحررين العالمية لجائزة صحافة البيانات لعام 2016 في فئة البيانات المفتوحة.[8]